# 신데렐라

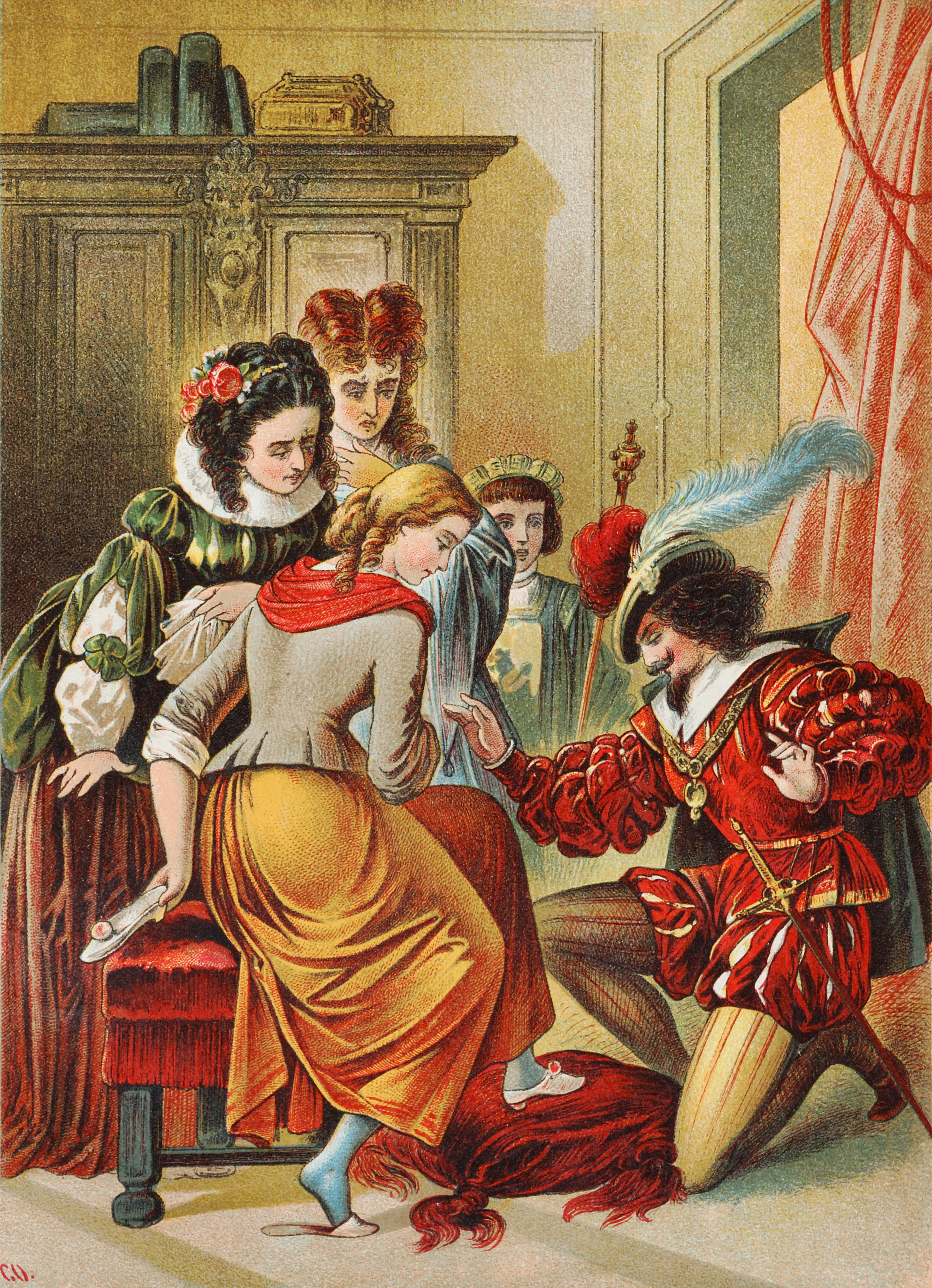
신데렐라의 삽화

신데렐라(영어: Cinderella)는 부당한 학대와 시련 속에서도 주인공 신데렐라가 고난을 이겨내고 초자연적인 원조자의 도움을 받아 결국에는 행복한 삶을 맞는다는 신화적 요소를 담고 있는 유럽의 민담 구전설화(口傳說話)이다. 세계에서 가장 유명하고 가장 널리 퍼진 이야기 중의 하나일 것으로 추정되며, 전세계 다수의 국가에 다양하게 변형된 신데렐라 이야기가 존재하는데, 이로 인해 현재까지 수집된 신데렐라 이야기는 천 편에 가깝다.
가장 잘 알려진 것은 1697년에 샤를 페로의 판본과 1812년에 출판된 그림형제의 판본이다. 한국에는 콩쥐팥쥐전이 있으며 여기에 등장하는 콩쥐하고 신데렐라의 처지가 거의 비슷하다. 이로 인해 신데렐라는 한국인들에게 있어서 서양판 콩쥐팥쥐로 인식되기도 한다.
현재 가장 많이 읽히는 영문판의 대략적인 줄거리는 계모의 학대를 받았음에도 착한 성품을 유지한 아름다운 소녀가 요정의 도움을 받아 궁중 무도회에 나가서 왕자를 만나게 되었으나, 마법이 풀리는 자정 시간에 쫓겨 도망치듯 떠나다가 유리 구두 한 짝을 남겨 놓게 되었고, 이 유리구두가 인연이 되어 왕자를 다시 만나 결혼하게 된다는 내용이다. 이 이야기가 주는 교훈은 고난에도 불구하고 선한 성품과 성실함을 유지하면 언젠가는 복을 받는다는 것이다.
영어 판본을 기준으로 할때, 주인공인 신데렐라의 본명은 엘라(영어 Ella)였으나 계모와 의붓언니들의 구박속에 장작난로 청소를 하며 재(cinder)를 뒤집어 쓰고, 항상 부엌 아궁이 앞에서 일을 한다는 데서 신데렐라(영어: Cinderella)라는 별명으로 불리게 되었다. 이를 한국어로 직역하면 '재투성이 소녀' 정도가 된다.
신데렐라라는 말은 '궂은 일을 도맡아 하는 여자' 라는 의미를 가지고 있기도 하나, 갑자기 출세하여 유명해지거나 고귀한 신분이 된 여자, 예기치 않게 성공한 사람, 숨은 재원(才媛, 재주가 있는 젊은 여자)이라는 뜻으로 사용되기도 한다.

## 이야기책 수록

### 바실레
1634년에 출판된 잠바티스타 바실레의 민화집 《펜타메론》(Pentamerone)에도 체네렌톨라(Cenerentola)라는 제목으로 수록되어 있다. 이외에도 세계 각국에 신데렐라에 해당하는 이야기가 존재하고 특히 9세기의 중국의 민담집인 《유양잡조》에 섭한이라는 신데렐라형 이야기가 기록되어 있어 연구자들 사이에서 화제거리가 되기도 하였다. 한국판으로는 콩쥐팥쥐가 이에 해당한다.

### 샤를 페로 판
1697년 샤를 페로가 《교훈이 담긴 옛날 이야기 또는 콩트》 라는 모음집에 다른 작품들과 함께 수록하여 출판하였다. 정확한 제목은 《상드리용 또는 작은 유리신》(Cendrillon ou la petite pantoufle de verre)이다. 잘 알려진 영어판은 페로의 동화를 번역한 것이다. 대략적 줄거리는 계모와 의붓언니들의 구박을 받으며 사는 소녀 셍드리용(Cendrillon)은 왕자가 개최하는 무도회에 요정 할머니의 마법에 도움을 받아 참석하게 된다. 하지만 마법은 자정 12시까지만 유효하다. 왕자와 춤을 추던 셍드리용(Cendrillon)이 시간에 쫓겨 도망쳐 나오다 유리구두 한 짝을 떨거 놓고 온다. 왕자는 신발의 주인공인 셍드리용(Cendrillon)을 찾아나서게 되고 결국 둘은 결혼에 이른다. 셍드리용(Cendrillon)은 의붓언니들을 용서하고 귀족 청년들과 결혼을 하게 한다.

### 그림 형제 판
그림 형제 또한 1812년 이 이야기를 자신들의 작품집에 〈Aschenputtel〉라는 제목으로 수록했다. 그림형제판에서 신데렐라에게 멋진 옷과 구두를 가져다 줘 그녀를 변신시키는 존재는 요정할머니가 아니라 어머니 무덤 위에서 자란 개암나무다. 신발은 유리구두가 아니라 황금신이다. 또한 맞지도 않는 황금신에 발을 집어넣기 위해 두 언니는 엄지발가락과 뒤꿈치를 잘라 내지만 결국 탄로나고 만다. 결말에 두 언니들이 받는 처벌은 페로 판과 달리 가혹하다. 신데렐라의 결혼식에 참석한 두 언니의 눈을 비둘기가 파먹어 버린 것이다.

## 영어판 줄거리

### 무도회 참가
착하고 예쁜 신데렐라는 비록 귀족의 딸이나, 계모의 학대와 의붓언니들의 심술로, 하녀와도 같은 혹독한 나날을 겪고 있다. 그러던 중 요정 대모의 도움으로 신데렐라도 왕궁의 무도회에 갈 수 있게 된다. 요정 대모가 마술을 사용하여 그녀에게 옷과 보석, 마차를 마련해 주었기 때문이다. 그리고 또한 세상에서 가장 예쁜 유리 구두을 한 켤레 주었다. 다만 자정이 지나면 모든 마술이 사라진다고 말했다.

### 왕자와의 사랑
무도회에서 신데렐라의 아름다움은 왕자의 마음을 사로잡았다. 첫날밤에는 23시 45분에 궁을 떠나, 아무 문제가 생기지 않았다. 하지만 다음날 밤에 더 아름다운 치장을 하고 무도회에 다시 온 신데렐라는 왕자와의 사랑의 대화에 빠져 24시의 첫 종소리가 울리기 시작할 무렵에야 정신을 차릴 수 있었다. 왕자에게 자신의 하녀 같은 모습이 드러날까봐 너무 서두른 바람에 신데렐라는 유리 구두 한 짝을 잃어 버리고 만다.

### 결혼과 결말
왕자는 유리구두의 주인이 자신의 신붓감이 될 것이라며 주인을 찾으라고 신하들에게 명령을 내린다. 신하들은 여러 마을을 돌아다니며 모든 아가씨들에게 유리구두를 신어 보게 하지만 주인을 찾기가 쉽지 않았다. 결국, 신데렐라의 집에도 찾아오고, 두 언니가 구두를 신어보지만 구두는 발에 맞지 않았다. 신데렐라도 신어보았는데, 유리구두가 신데렐라의 발에 꼭 맞아서 왕자는 신데렐라와 결혼하게 되었고 행복하게 산다.

## 이본에 따른 차이
페로의 이본에서 주인공의 진짜 이름은 작품 속에 등장하지 않는다. 그리고 사실상 작품 속에서 그녀는 상드리용(Cendrillon)보다는 퀴상드롱(Cucendron)이라는 이름으로 더 자주 불린다. ‘cul’(엉덩이)와 ‘cendre’(재)를 결합시켜 지은 별명이다. 주인공이 하루 일을 끝내고 나면 항상 난로가에 와서 잿가루 위에 앉기에 엉덩이에 늘 재가 묻어 있었던 것이다. 집안 사람들 모두가 그녀를 퀴상드롱이라 부르나 첫째보다는 덜 못된 둘째 언니만이 조금 더 귀여운, 상드리용이라는 별명을 붙여 주었다. 페로에 의해 이름이 뚜렷하게 명시된 유일한 인물은 두 언니 중의 한 명인 자보트이다. 문맥상 이것은 큰언니일 가능성이 많은데, 확신할 수는 없다.
《상드리용》을 비롯한 페로의 콩트는 19세기 작가들(노디에, 발작, 리트레...) 사이에서 큰 명성을 얻었다. 하지만 동시에 사실주의 작가들이나 실증주의 철학자들은 상드리용의 신발이 유리로 만들어졌다는 생각을 받아들이지 못했다. 발작과 리트레가 그 대표자로, 그들은 ‘pantoufle de verre’(유리 구두)를 ‘pantoufle de vair’(가죽 구두)라 고쳐야 한다는 주장을 내세웠다. ‘vair’는 프티그리라는 일종의 다람쥐와도 같은 동물의 가죽으로서, 은회색 빛이 나는 고급 모피였다. ‘pantoufle’ 역시 디즈니 만화 등에서 볼 수 있는 구두가 아니라, 굽이 없고 헝겊으로 만들어진 실내화를 일컫는 말이다.
바실레의 〈체네렌톨라〉를 비롯한 초기 이본에는 오이디푸스 콤플렉스가 강하게 나타나나, 궁중에서 실연하기 위하여 모피 구두를 유리 구두로 고치고 의붓언니들이 발을 자르는 등의 잔인한 내용을 삭제한 페로의 이본 및 여기에 근간을 둔 이본들이나 디즈니의 각색 등에는 신데렐라가 덜 주체적일뿐더러 형제간의 경쟁 심리가 보다 강조되어 있다. 페로의 이본에 비하여 그림 형제의 이본에서는 신데렐라가 훨씬 더 주체적으로 나타나며, 현대의 신데렐라 동화책들은 대체로 페로의 것과 그림 형제의 것에서 파생된 두 부류로 나뉜다.

## 파생 작품
- 1729년 최초의 영어판이 발행되었다.

### 오페라
- 《라 체네렌톨라》(1817): 조아키노 로시니 작곡.
- 《상드리용》(1899): 쥘 마스네 작곡.
- 《신데렐라》(1901~1902): 구스타프 홀스트 작곡.
- 《라 체네렌톨라》(1902): 에르만노 볼프-페라리 작곡.
- 《상드리용》(1904): 폴린 가르시아 비아르도 작곡.
- 《팬터마임 오페라 신데렐라》(1979): 피터 맥스웰 데이비스 작곡.

### 영화
- 《상드리용》(1899)
- 《신데렐라》(1914): 메리 픽퍼드 주연.
- 《신데렐라》 (1950): 디즈니의 애니메이션.
- 《에버 애프터》(1998): 드류 배리모어 주연.
- 《신데렐라 스토리》(2004): 힐러리 더프 주연.
- 《신데렐라》(2015): 릴리 제임스 주연.
- 《신데렐라》(2021): 카밀라 카베요 주연.

### 발레
- 신데렐라(프로코피에프, 1943~1944)

### 드라마
- 《신데렐라 언니》(2010): 신데렐라를 현대판으로 해석한 드라마.

## 신데렐라 콤플렉스
남성에게 의탁하여 안정된 삶을 꾀하려는 여성의 심리상태를 일컫는 말이다. 특히, 자신의 능력이나 배경으로 상류사회에 진입할 가능성이 전혀 없는 여성이 동화 속 주인공 신데렐라처럼 능력 있는 남자를 만나 단번에 인생 역전을 이루고자 하는 심리를 말하며 매우 부정적인 의미로 쓰이는 경우가 많다. ‘신데렐라가 되었다’ 라는 말의 이면에는 미천한 출신이 반반한 얼굴 하나로 벼락출세했다는 경멸 어린 시선이 숨어 있다.
신데렐라의 이야기는 전 세계적으로 널리 퍼졌는데, 최근에 들어서는 이 이야기의 내용이 여성이 수동적인 입장에서 남성의 보호를 받아야 한다는 성역할을 고착화시킬 수 있다는 점에서 비판의 대상이 되고 있다. 이는 인간의 성숙을 강조한 그림 형제의 이본에 비해 남성에 의존함으로써 신분이 상승하는 페로의 이본의 영향이다. 그 때문에 신데렐라는 종종 수동적인 여성상의 상징으로 여겨지기도 한다.
이에 착안하여 심리학적으로 자기 자신의 능력이나 인격으로 자립할 능력이 없는 여성이, 막연히 남성에게 보호되어 살아가고 싶다는 의존심리를 신데렐라 콤플렉스라고 하기에 이르렀다. 이 용어는 미국의 콜레트 다울링이 사용함으로써 널리 쓰이게 되었다. 2000년대 이후의 대한민국의 드라마 다수는 여자 주인공이 자신의 주체적인 노력없이 단지 우월한 지위에 있는 남자 주인공과의 사랑을 통해 사회적 신분을 상승한다는 내용의 신데렐라 콤플렉스에 빠진 듯한 이야기가 많았기 때문에, 비판의 대상이 되기도 하였다. 이는 남성의 재력과 경제력, 직업 등 남성의 지위와 사회적 신분에 여성이 의존, 종속됨을 의미한다. 
이 밖에도 이 설화로 인해 파생된 용어로는 '신데렐라 댄스'(Cinderella dance) 라는 말이 '자정이 되면 끝나는 무도회'라는 뜻으로 사용되고 있다.
대표적인 신데렐라 콤플렉스 영화로는 줄리아 로버츠와 리처드 기어 주연의 영화 귀여운 여인이 있다.

## 같이 보기
- 콩쥐팥쥐전

## 원문 읽기
- 프랑스 국립 도서관 보관됨 2007-08-08 - 웨이백 머신
- 무료전자책